# Dirk Jan Struik
Dirk Jan Struik (Rotterdam, 30 settembre 1894 – Belmont, 21 ottobre 2000) è stato un matematico olandese, storico della matematica e teorico marxista.
Dirk Jan Struik nacque nel 1894 a Rotterdam, Paesi Bassi, figlio di un insegnante. A Rotterdam frequentò la Hogereburgerschool (HBS). Fu in questa scuola che fu introdotto per la prima volta alla politica di sinistra e al socialismo da uno dei suoi insegnanti, chiamato Mister van Dam.
Nel 1912 Struik entrò all'Università di Leida, dove mostrò grande interesse per la matematica e la fisica, influenzato dagli eminenti professori Paul Ehrenfest e Hendrik Lorentz.
Nel 1917 lavorò per un po' come insegnante di matematica nelle scuole superiori, dopodiché lavorò come assistente di ricerca del matematico J.A. Schouten. Fu durante questo periodo che sviluppò la sua tesi di dottorato, "L'applicazione dei metodi tensoriali alle varietà riemanniane".
Nel 1922 Struik ottenne il dottorato in matematica presso l'Università di Leida. Nel 1923 fu nominato insegnante presso l'Università di Utrecht. Lo stesso anno sposò Saly Ruth Ramler, una matematica ceca con un dottorato presso l'Università Carlo di Praga.

## Opere
- (EN) D. J. Struik, editor, A source book in mathematics, 1200–1800 (Princeton University Press, Princeton, New Jersey, 1986). ISBN 0-691-08404-1, ISBN 0-691-02397-2 (pbk).
- (EN) D. J. Struik, A concise history of mathematics, fourth revised edition (Dover Publications, New York, 1987). ISBN 0-486-60255-9, ISBN 978-0-486-60255-4.